# Lope de Fitero

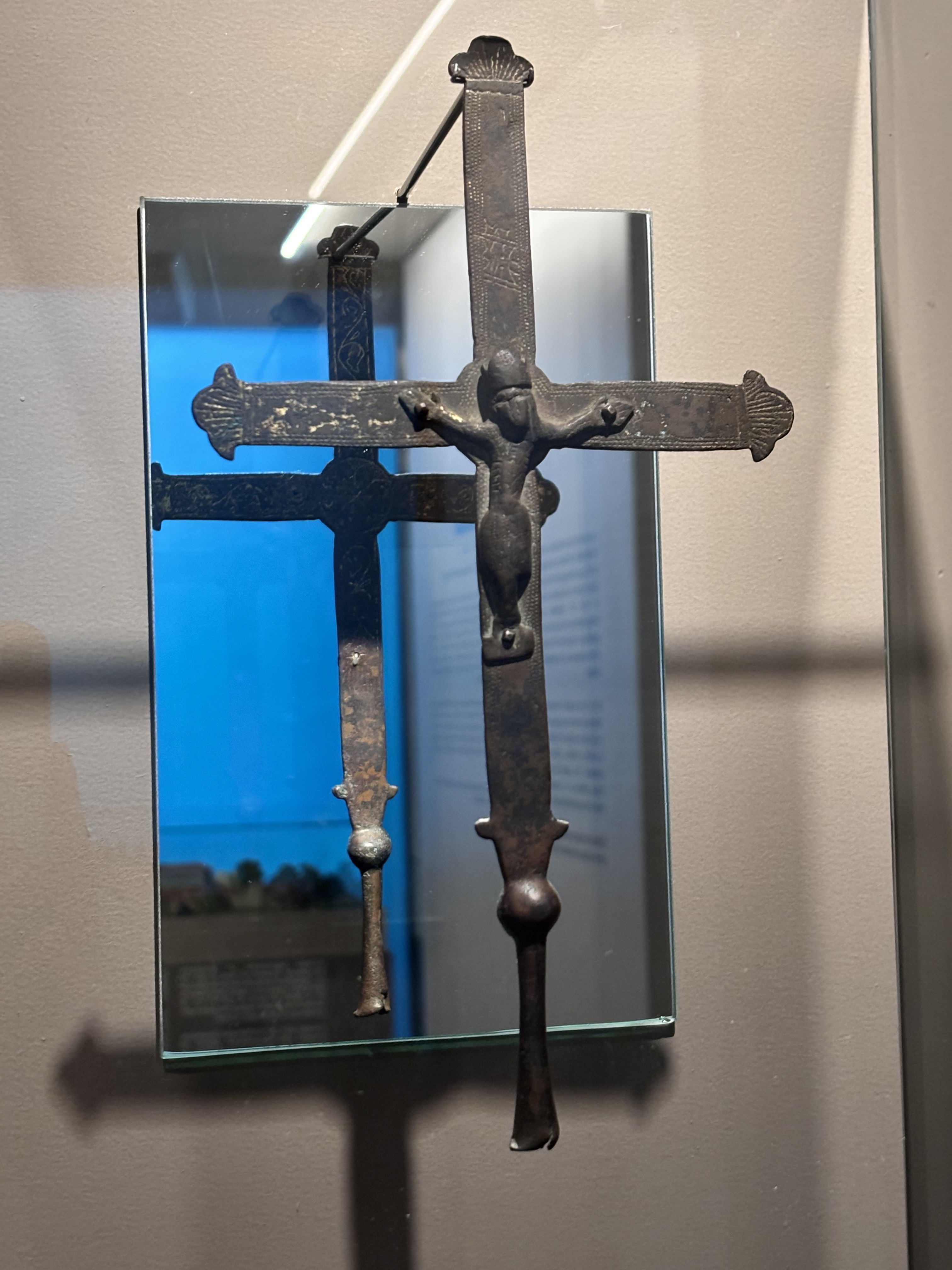
Cruz del obispo Lope de Fitero en el tesoro de la Mezquita-catedral de Córdoba.

Lope de Fitero (Itero del Castillo, ? - Córdoba, 10 de junio de 1245) fue un eclesiástico castellano, nombrado primer obispo de Córdoba tras la conquista cristiana en 1236 de la ciudad. 

## Biografía
Capellán y consejero del rey Fernando III, se halló junto a él el 29 de junio de 1236 en la conquista de Córdoba. Ese mismo día acompañó al obispo de Osma Juan de Soria en la purificación de la mezquita musulmana y su dedicación al culto cristiano como iglesia de santa María.A pesar de que fue promovido como primer obispo de la diócesis cordobesa el 9 de mayo de 1237, permaneció como simple electo durante un par de años, pues su primera mención como obispo en plena posesión data del 20 de junio de 1239.
Su episcopado consistió en poner en pie la organización parroquial de Córdoba, así como la dotación del patrimonio, que en su gran mayoría, fue donado por el monarca Fernando III, como un horno, una rueda de aceña, un olivar, una viña, huertas, un cortijo y casas, además de la villa de Lucena en 1341 y la villa y el castillo de Tiñosa en 1245. Además se encargó de instaurar la disciplina del IV Concilio de Letrán de 1215. Lope de Fitero falleció el 10 de junio de 1245.
En 1898, cuando el arquitecto Ricardo Velázquez Bosco estaba colocando la solería de mármol en la Mezquita-catedral de Córdoba, halló en la sepultura del obispo Lope de Fitero, ubicada en la antigua capilla de Villaviciosa, un crucifijo románico de bronce del báculo del obispo, actualmente en el Tesoro de la catedral.
| Predecesor: Sede restaurada | Obispo de Córdoba 1239 - 1245 | Sucesor: Gutierre Ruiz de Olea |